# Päivi Paunu
Päivi Paunu (Helsinki, 20 september 1946 – 14 december 2016) was een Fins zangeres.

## Biografie
Paunu bracht haar eerste album uit in 1966, maar brak zes jaar later pas echt door in eigen land door haar deelname aan de Finse preselectie voor het Eurovisiesongfestival, samen met Kim Floor. Met het nummer Muistathan wist ze met de zegepalm aan de haal te gaan, waardoor ze haar vaderland mocht vertegenwoordigen op het Eurovisiesongfestival 1972 in het Britse Edinburgh. Daar eindigde ze op de twaalfde plaats.
Paunu was tot eind jaren zeventig actief in de muziekwereld. Daarna richtte ze zich op een carrière als logopediste. Ze trad nog wel af en toe op, maar bracht geen singles of albums meer uit. Ze overleed op zeventigjarige leeftijd aan kanker.
1961: Laila Kinnunen · 
1962: Marion Rung · 
1963: Laila Halme · 
1964: Lasse Mårtenson · 
1965: Viktor Klimenko · 
1966: Ann-Christine Nyström · 
1967: Fredi · 
1968: Kristina Hautala · 
1969: Jarkko & Laura · 
1971: Markku Aro & Koivistolaiset · 
1972: Päivi Paunu & Kim Floor · 
1973: Marion Rung · 
1974: Carita · 
1975: Pihasoittajat · 
1976: Fredi & The Friends · 
1977: Monica Aspelund · 
1978: Seija Simola · 
1979: Katri Helena · 
1980: Vesa-Matti Loiri · 
1981: Riki Sorsa · 
1982: Kojo · 
1983: Ami Aspelund · 
1984: Kirka · 
1985: Sonja Lumme · 
1986: Kari Kuivalainen · 
1987: Vicky Rosti & Boulevard · 
1988: Boulevard · 
1989: Anneli Saaristo · 
1990: Beat · 
1991: Kaija · 
1992: Pave · 
1993: Katri Helena · 
1994: CatCat · 
1996: Jasmine · 
1998: Edea · 
2000: Nina Åström · 
2002: Laura · 
2004: Jari Sillanpää · 
2005: Geir Rönning · 
2006: Lordi · 
2007: Hanna Pakarinen · 
2008: Teräsbetoni · 
2009: Waldo's People · 
2010: Kuunkuiskaajat · 
2011: Paradise Oskar · 
2012: Pernilla Karlsson · 
2013: Krista Siegfrids · 
2014: Softengine · 
2015: Pertti Kurikan Nimipäivät · 
2016: Sandhja · 
2017: Norma John · 
2018: Saara Aalto · 
2019: Darude feat. Sebastian Rejman · 
2021: Blind Channel · 
2022: The Rasmus · 
2023: Käärijä · 
2024: Windows95Man ·
2025: Erika Vikman
- International Standard Name Identifier: 0000 0004 0703 2080
- MusicBrainz: 2e25f4c6-9a64-48e8-a039-8fe14d3269c2